# 单核吞噬细胞系统
單核吞噬細胞系統（mononuclear phagocyte system，MPS），或仍有许多书籍文献使用旧称网状内皮系统（reticuloendothelial system，RES），是由骨髓前单核细胞发展来的细胞之总称，这些细胞进入组织可分化为巨噬细胞，且均具有吞噬和杀伤、参与免疫应答的功能。單核吞噬細胞系統属于高等動物免疫系統的一部分，是机体防御结构的重要组成部分。
單核吞噬細胞通常存在於網狀結締組織（reticular connective tissue），這些吞噬細胞都來自骨髓的幹細胞，先發育成單核球與巨噬細胞，累積於淋巴結與脾臟中，吞噬細胞可受趨化因子吸引，以變形蟲運動穿透微血管，移至其他組織並發育成特化的巨噬細胞，如肝臟的庫佛氏細胞、組織中的組織細胞（histiocyte）、神經系統中的微膠細胞、骨骼的蝕骨細胞、胸膜與腹膜的巨噬細胞與肺的塵細胞等都是單核吞噬細胞系統的一部份，並依不同組織而有不同功能。

## 舊名

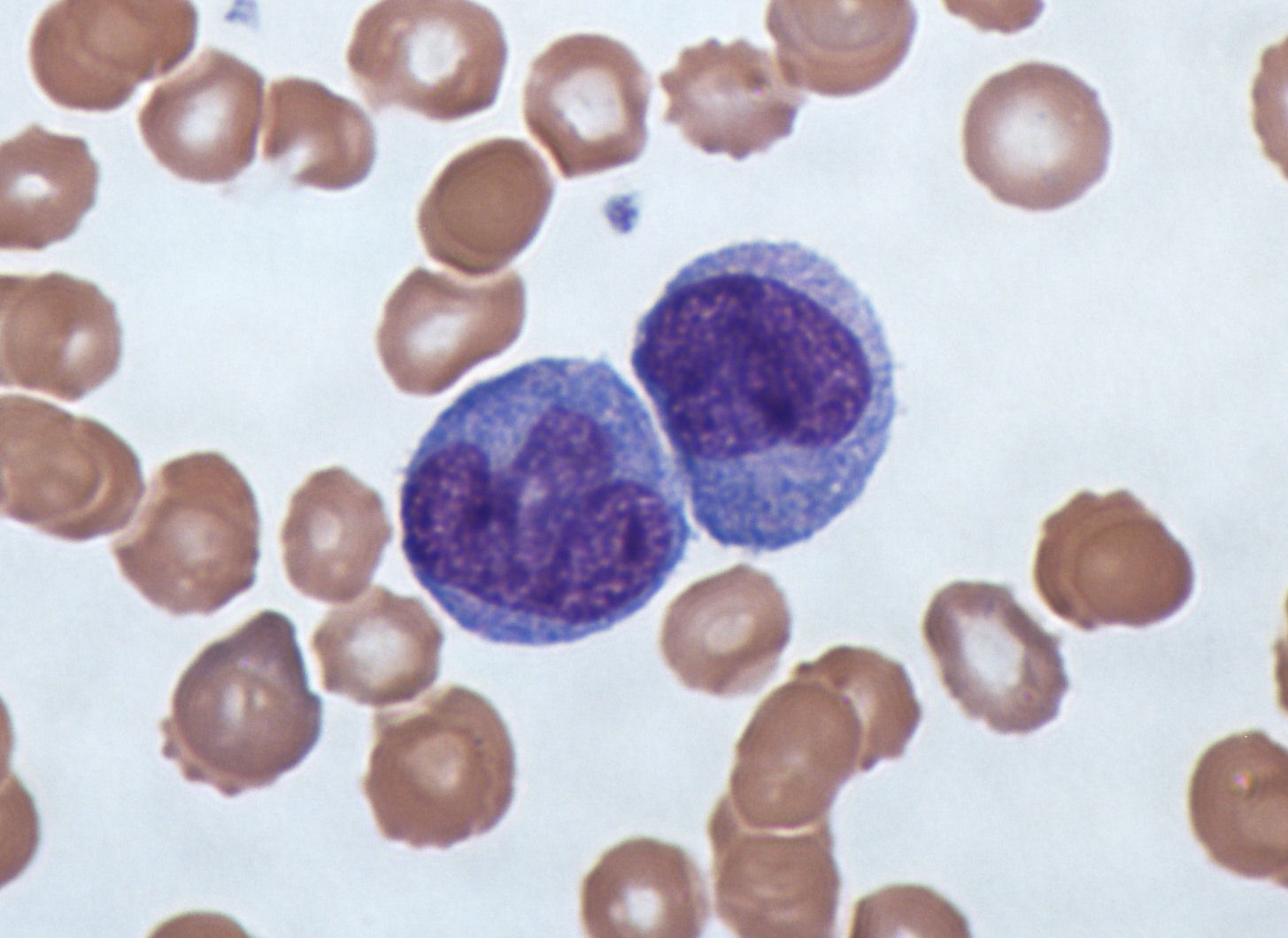
血液抹片中的單核球，周圍為紅血球

單核吞噬細胞系統舊稱「网状内皮系统」，包括可以被特定染料染色的內皮細胞與巨噬細胞，後來研究發現內皮細胞與巨噬細胞不同，不具吞噬能力，所以网状内皮系统的稱呼是不正確的。1972年世界衛生組織正式提出「單核吞噬細胞系統」的稱呼，並被廣為接受，而「網狀內皮系統」的名稱因長期被引用，目前仍有被使用的情況。

## 功能

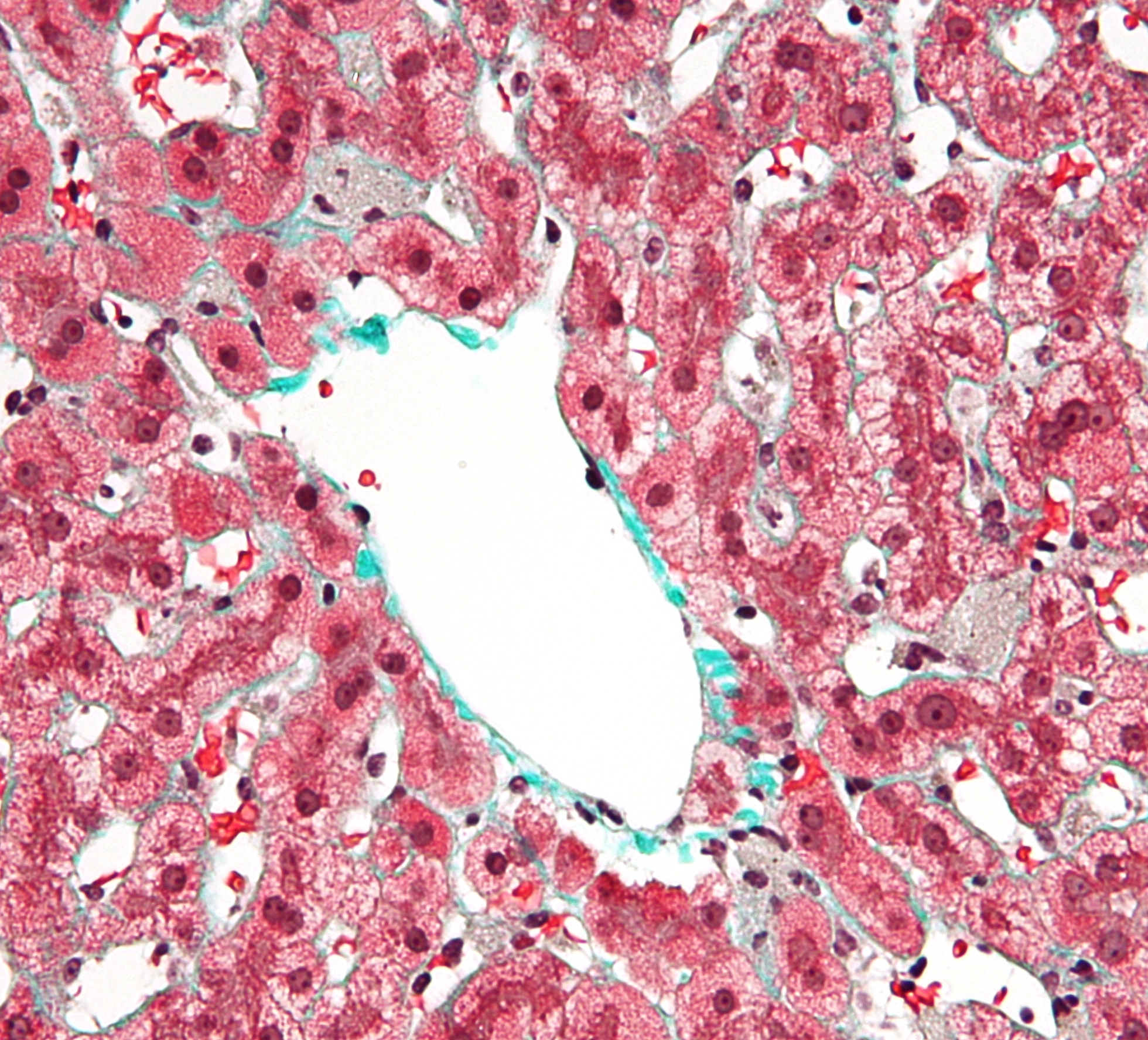
庫佛氏細胞是位於肝臟的特殊吞噬細胞，可吞噬衰老的紅血球

單核吞噬細胞系統的細胞具有吞噬能力，除了吞噬細菌等外來病原，還可吞噬自身老舊的細胞（如庫佛氏細胞吞噬紅血球）、抗原抗體複合物、蓄積的脂質等，並可在吞噬外來抗原後與輔助T細胞進行抗原呈現，活化特異性免疫反應。吞噬細胞與淋巴球、肥大細胞、粒細胞等有互相促進或抑制的交互作用，單核吞噬細胞系統的失調會造成疾病。

## 外部連結
- 550502460 於 GPnotebook
- 佐治亚医学院上的免疫学：1/reticulo